# 帕塔普斯科河
帕塔普斯科河是美國馬里蘭州的一條河流，長度為39英里（63） 。河名來自於美洲印第安人的東阿尔冈昆语，其中「pota-psk-ut」意指「水逆流」或是「泡沫覆蓋潮水」。
本河流經馬里蘭中部，注入切薩皮克灣。河口進入切薩皮克灣處即為巴爾的摩的內港。帕塔普斯科河有兩條支流，北支流朝北行，南支流則東行而為霍華德縣的北界。